# Muñoz de Domingo Arenas
Muñoz de Domingo Arenas è un comune del Messico, situato nello stato di Tlaxcala, il cui capoluogo è la città di Muñoz.
La municipalità conta 4.285 abitanti (2010) e ha un'estensione di 68,28 km².